# Bangers and mash

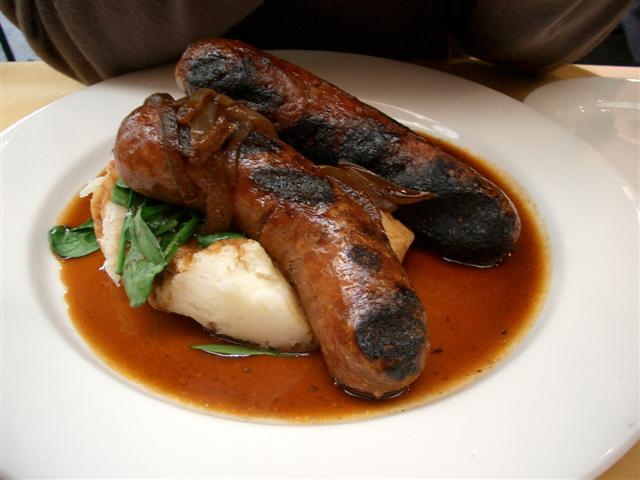
Bangers and mash

Bangers and mash é um prato muito popular no Reino Unido. É composto basicamente de salsichas servidas com purê de batata. Vários tipos diferentes de salsicha podem ser escolhidos, como a de porco, e de porco com maçã, a salsicha de Lincolnshire ou a salsicha de Cumberland.
O prato é comumente servido com molho de cebola e é muito popular sobretudo no inverno. Pode ser um prato rápido feito com salsichas baratas servido com purê e molho industrializados. Também pode ser um prato sofisticado feito com produtos de alta qualidade.
O prato tornou-se popular em pubs por ser fácil de preparar em grande quantidade e pela aceitação juntos aos frequentadores.